# 原早苗 (消費者問題活動家)
原 早苗（はら さなえ、1950年 - ）は、日本の主に消費者問題を中心に取り扱う活動家。山口大学文理学部社会学専攻科卒業。NPO法人消費者機構日本常任理事。元金融オンブズネット代表。

## 経歴・人物
1950年（昭和25年）、山口県生まれ。1973年（昭和48年）3月、山口大学文理学部社会学専攻科卒業。同年4月、阪急百貨店に入社。1974年（昭和49年）6月、一般財団法人消費科学センター事務局に入局。2000年（平成12年）4月、埼玉大学経済学部非常勤講師。同年11月、金融オンブズネット代表に就任。同年12月消費科学センター事務局を退職。2004年（平成16年）4月、上智大学経済学部非常勤講師に就く。2008年（平成20年）6月、消費者機構日本常任理事となる。その後、消費者行政推進会議委員、国民生活審議会委員、金融審議会委員を歴任。

## 著書・共著
- 『欠陥商品と企業責任』(共著、岩波書店、1992年5月)[2]
- 『暮らしと標準』（共著）
- 『環境にやさしい包装』（共著、日刊工業新聞、1994年10月)[3]